# Aponotoreas anthracias
Aponotoreas anthracias là một loài bướm đêm trong họ Geometridae.